# Lee Lake
Der Lee Lake (englisch für Lee-See) ist ein auf 300 m Höhe gelegener kleiner Schmelzwassersee im ostantarktischen Viktorialand. Er liegt an der südöstlichen Ecke des Redcliff-Nunatak an der Südflanke des Mackay-Gletschers.
Die vom australischen Geologen Thomas Griffith Taylor (1880–1963) geleitete Westgruppe der Terra-Nova-Expedition (1910–1913) unter der Leitung des britischen Polarforschers Robert Falcon Scott benannte ihn nach seiner windgeschützten Lage, die sich durch sich auftürmende Eismassen an West-, Nord- und Südufer des Sees ergibt.